# Ciechanów (Baja Silesia)
Ciechanów es una localidad del distrito de Góra, en el voivodato de Baja Silesia (Polonia). Se encuentra en el suroeste del país, dentro del término municipal de Jemielno, a unos 10 km al noroeste de la localidad homónima y sede del gobierno municipal, a unos 13 al suroeste de Góra, la capital del distrito, y a unos 66 al noroeste de Breslavia, la capital del voivodato. Ciechanów perteneció a Alemania hasta 1945.
- Datos: Q5119534
- Multimedia: Ciechanów, Lower Silesian Voivodeship / Q5119534

1. ↑  Worldpostalcodes.org,código postal n.º 56-209.